# 1218 Aster
Az 1218 Aster (ideiglenes jelöléssel 1932 BJ) a Naprendszer kisbolygóövében található aszteroida. Karl Wilhelm Reinmuth fedezte fel 1932. január 29-én, Heidelbergben.